# Celia Johnson
Celia Johnson (ur. 18 grudnia 1908 w Richmond, zm. 26 kwietnia 1982 w Nettlebed) – brytyjska aktorka filmowa i telewizyjna.

## Filmografia
seriale
- 1951: Celanese Theatre
- 1970: Play for Today
- 1983: Number 10 jako Pani Gladstone

film
- 1941: A Letter from Home jako Angielska Matka
- 1953: Raj kapitana jako Maud St. James
- 1978: Romeo i Julia jako niania
- 1982: Lloyd George Knew My Father jako Lady Sheila Boothroyd

## Nagrody
Została dwukrotnie uhonorowana nagrodą BAFTA, a także dostała nagrodę NYFCC.